# 藤野町営バス

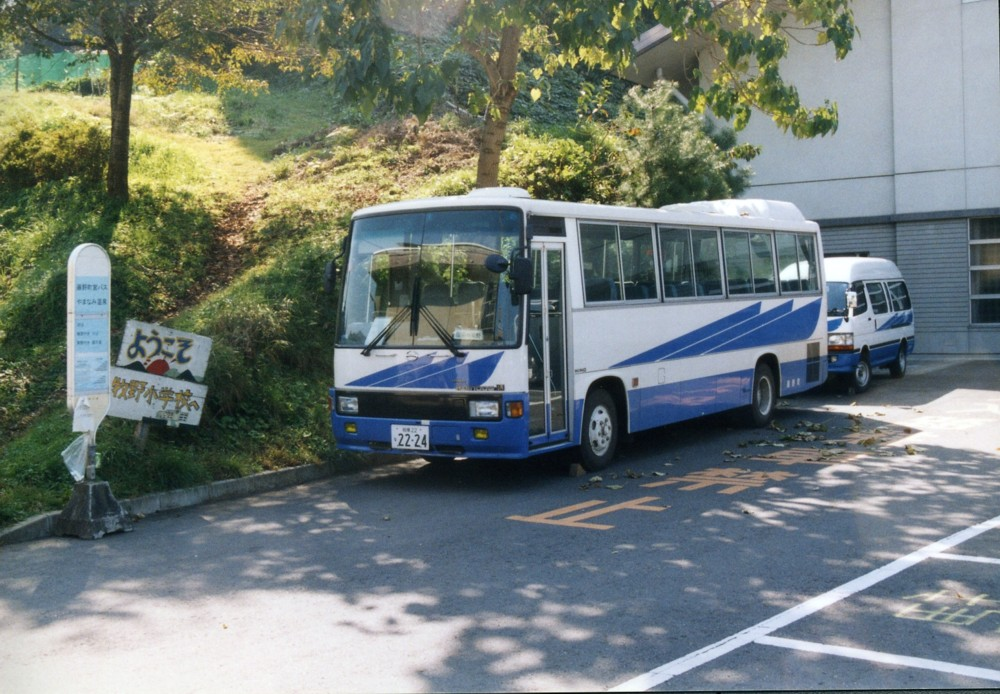
藤野町営バスの車両（やまなみ温泉にて）

藤野町営バス（ふじのちょうえいバス）は、かつて神奈川県藤野町が運行していた自治体バス（廃止代替バス）である。
2007年3月10日まで運行されていたが、津久井神奈交バスの一般路線に転換された。

## 概要
藤野町（当時）内を走る路線バスは、神奈川中央交通が東野 - 藤野駅をはじめとして運行を行っていた。しかし、モータリゼーションの進展、過疎化に伴い、利用客は減少していた。神奈川中央交通も子会社である津久井神奈交バス（当時）に路線を移管するなどして、赤字額の縮小や路線の維持に努めたが、状況の改善はみられなかった。
そのため、2001年9月に
1. 藤野駅を発着する路線のうち、和田行、大久和（現：やまなみ温泉）行、奥牧野行は従来どおり津久井神奈交バス担当。
2. 大久和以南の路線及び篠原発着の路線は、半年間県と町による実験運行バスの形で運行される。運行は、津久井神奈交バスに委託。

を基本として、路線再編を行った。その後、2002年4月からは、津久井神奈交に委託していた実験バスの運転を取りやめ、新たに町が独自に運行する道路運送法80条代替バスに移行した。なおこの際、月夜野行きは廃止された。
2007年3月11日に藤野町が相模原市に編入され、運行形態が大きく変わることとなった。従前では同法80条に基づいた町営バスとして運行されてきたが、合併により路線バスへ変更され、運行経費の一部を相模原市が負担する形に移行した。相模原市が公営企業を新規に保持しないという方針を持っているため、運行事業者も藤野町から津久井神奈交バスに変更され（事実上神奈中グループ廃止区間の復活）、車両は新しくなり（日野・ポンチョショートボディ）、各系統に系統番号が振られることとなっている。なお5年を目処に、運賃を他の神奈中グループの路線と同じ基準に変更するとの見解がある。
その後の経緯は、神奈川中央交通西・津久井営業所#廃止・移管路線を参照のこと。

## 路線
運賃は前払いの距離に合わせた100 - 200円であり、町営バス定期券の設定が行われていた。なお、運行本数は非常に少ないものであった。沿線は山がちで道も狭い部分が多く見られた。
- やまなみ温泉 - 菅井 - 長又 - 奥相模湖 - 東野
- やまなみ温泉 - 釜沢 - 篠原
- 篠原→赤沢 ※篠原発朝1回のみ

### 利用状況
平成17年度における1日あたりの乗客数は、
- やまなみ温泉 - 東野：11.9人
- やまなみ温泉 - 奥相模湖：28.6人
- やまなみ温泉 - 篠原：28.1人
- 篠原 - 赤沢：0.6人

であった。
また、1年間の全体の利用者は、2002年度13,663人、2003年度25,044人、2004年度29,168人、2005年度18,006人となっており、沿線に集落の存在が僅少であることもあって利用客は数少なかった。ただし、奥相模湖周辺の釣り客をはじめとした観光利用も多少ではあるが見られた。乗客数の増加が見られる2003年度は小学校統廃合に伴うダイヤ改正の実施によるものであった。

## 車両
休日の東野 - やまなみ温泉間はワゴン車で十分な程度しか需要がなく、町所有のワゴン車で運行していた。
車内に運賃箱等の設備や放送装置はなかった。